# Oscar Botto
Oscar Botto (Torino, 10 luglio 1922 – Torino, 24 agosto 2008) è stato un orientalista, storico delle religioni, indologo e traduttore italiano.

## Biografia
Nato a Torino da una famiglia originaria di Mosso, terminato il Liceo classico Cavour si iscrisse nel 1940 alla Facoltà di Lettere dell'Università di Torino, laureandosi in sanscrito. Proseguì gli studi di indologia sotto la guida del sanscritista Mario Vallauri. Fu traduttore delle grandi opere dell'epica indiana, storico delle letterature d'Oriente, fondatore del Cesmeo (l'Istituto Internazionale di Studi Asiatici Avanzati).
Professore emerito, fondò a Torino l'Istituto di Indologia e il dipartimento di Orientalistica dell'Università di Torino. Membro di diverse accademie (Francia, Svezia, Royal Academy, Accademia Nazionale dei Lincei e Accademia delle scienze), venne insignito di due lauree honoris causa. La prima, assegnata nel 1994 dalla Shri Bahadur Shastri Rashtriya Sanskrit Vidyapeeth di Nuova Delhi, assunse un carattere particolare, giacché Botto non era mai stato in India.
A lui si deve l'istituzione del Corpus Juris Sanscriticum, una delle principali raccolte di testi giuridici sanscriti. Era direttore della collana dei Classici delle Religioni della Utet e autore di testi come Storia delle letterature d'Oriente (Vallardi, 1969), La letteratura classica dell'India antica (Editore Studium) e Buddha e il buddhismo (Arnoldo Mondadori Editore). A lui si deve anche il primo dizionario sanscrito-italiano, che sarà pubblicato sotto la direzione scientifica di Saverio Sani.

## Oscar Botto nei fumetti
Un suo allievo, lo sceneggiatore Gianfranco Goria, una ventina di anni dopo aver frequentato gli studi sotto la sua guida, lo trasformò in un personaggio dei fumetti Disney, Oscar Boom, rendendogli omaggio con il ruolo di protagonista in alcune avventure di Topolino nel Museo egizio e nella Valle dell'Indo. Un omaggio di cui Botto era bonariamente orgoglioso, come riportato da interviste giornalistiche.